# Zádielská tiesňava
Zádielska tiesňava je národní přírodní rezervace v nejvýchodnější části Národního parku Slovenský kras. Nachází se na východě Slovenské republiky, v katastrálním území obcí Háj a Bôrka v okrese Košice-okolí a okrese Rožňava v Košickém kraji, severně od obce Zádiel. Rezervace o rozloze 214,73 ha byla vyhlášena v roce 1954, podmínky ochrany území byly novelizovány vyhláškou Ministerstva kultury Slovenské socialistické republiky v roce 1988.

## Geografie, geologie a geomorfologie
Zádielská soutěska se nachází ve východní části Slovenského krasu mezi krasovými planinami Horný vrch, rozprostírající se na západě, a Zádielskou planinou na východě, na katastrech obcí Zádiel a Háj.
Zádielská tiesňava, známější ze slovenských, polských a českých pramenů pod geografickým názvem Zádielská dolina, je monumentální krasová soutěska téměř 400 m hluboká, zhruba 3 km dlouhá a v nejužším místě necelých 10 m široká.

### Vodní toky
Soutěska byla ve wettersteinských vápencích z období středního triasu vyerodována tokem říčky Blatnice (též Blatný potok), pramenící pod vrchem Osadník (1186 m n. m.) ve Volovských vrších, tedy v nekrasovém území, jehož základem jsou paleozoické fylity. Do říčky Blatnice ústí v Zádielské dolině pod vrchem Havrania skala ještě menší pravostranný přítok z Baksové doliny. V důsledku meteorologicko - hydrologických extrémů se říčka Blatnice dokáže přeměnit v dravý tok s nesmírnou erozní silou, kterou výrazně modeluje dno soutěsky. Na počátku 21. století byla Zádielská dolina takto postižena tzv. tisíciletou vodou na přelomu května a června roku 2010, kdy tok Blatnice na řadě míst zcela zničil místní komunikaci, procházející soutěskou.

### Jeskyně
Do počátku 21. století bylo v zádielské soutěsce objeveno a zdokumentováno asi 100 jeskyní různých morfologických a speleogenetických typů, které lze rozdělit podle jejich původu na korozní, puklinové a suťové jeskyně. Mezi nejznámější patří 17 metrů dlouhá Královská jeskyně. Největší jeskyní Zádielské doliny je Tajná jeskyně, dlouhá 60 metrů a 8 metrů hluboká, druhou největší je archeologicky významná Kostrová jeskyně.

### Skalní útvary a horolezectví
Nejpozoruhodnějším geomorfologickým útvarem v soutěsce je asi 100 metrů vysoká vápencová skalní jehla, zvaná Cukrová homole. Tento skalní tvar, nejvyšší svého druhu na Slovensku, který je erozně - denudačním reliktem původního skalního reliéfu, se nachází zhruba uprostřed Zádielské doliny. V masívu Cukrové homole, která je vyhledávaným cílem horolezeckých aktivit, je několik menších jeskyní. Horolezci navštěvovali Zádielskou dolinu již od přelomu 19. a 20. století a právě jim vděčí většina zdejších skalních útvarů za svoje pojmenování - např. Orlia bašta, Zelená stena, Trojkráľový hrebeň, Zmývač krvi, Mesačná stena, Sirota, Javisko a další. S ohledem na období hnízdění vzácných druhů ptactva je horolezectví v Zádielské dolině povoleno od začátku srpna do konce února.

## Předmět ochrany
Důvodem vyhlášení rezervace nejvyššího, 5. stupně ochrany, je jedinečný přírodní reliéf Zádielské doliny a s ním spojený výskyt přirozených geobiocenóz Slovenského krasu. V ekosystémech jsou zastoupeny vzácné endemické a reliktní druhy flóry a fauny, významné z vědeckovýzkumného a naučného hlediska. Charakteristiku flóry a fauny podmiňuj 

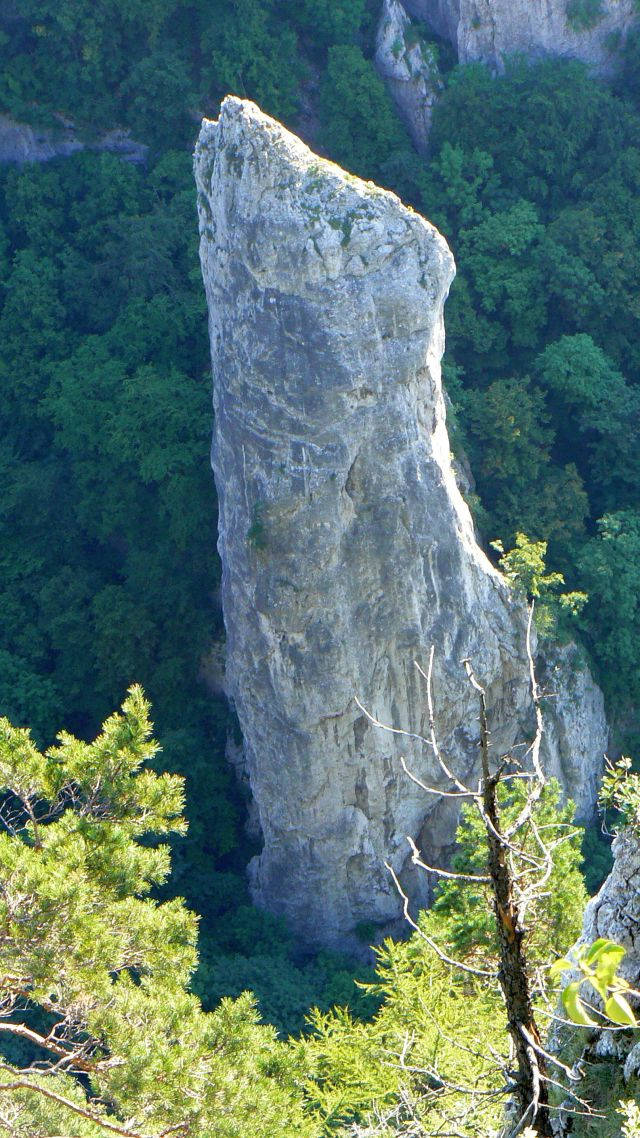
Skalní jehla Cukrová homole

e hraniční umístění mezi Slovenským krasem a Slovenským rudohořím. Území je známé též zvratem vegetačních pásem.

### Flóra
Skalnatý terén pokrývá smíšený porost různých dřevin. Z jehličnanů to jsou převážně borovice a tisy, z listnatých stromů jsou zastoupeny buk, habr, dub, lípa či javor. Na suťových svazích roste řada vzácných a chráněných druhů rostlin, jako je např. měsíčnice vytrvalá (Lunaria rediviva) či kapradina jelení jazyk celolistý (Phyllitis scolopendrium).

### Fauna
Ve vlhké suti žije jedinečný endemický druh plže Alopia zádielska (Alopia clathrata). Zastoupen je také tyrkysově zbarvený plž z rodu Bielzia - Bielzia coerulans. Poměrně hojně se v soutěsce vyskytuje mlok skvrnitý (Salamandra salamandra). U říčky Blatnice lze spatřit skorce vodního (Cinclus cinclus) a ledňáčka říčního (Alcedo atthis).

## Historie
Zádielská dolina byla známa již od pravěku, procházela tudy důležitá komunikace spojující Rožňavskou a Košickou kotlinu, o čem svědčí i skromné historické památky, zejména ze starší doby bronzové. Ve válečných dobách nacházeli v soutěsce a v těžko přístupných jeskyních útočiště obyvatelé z místních obcí – ať už to bylo ve 13. století při vpádu mongolských nájezdníků, vedených chánem Bátú, či ve 20. století během 2. světové války, kdy v okolí Zádielské doliny probíhaly těžké dělostřelecké boje.

## Původ názvu
Název soutěsky i obce Zádiel, ležící u jejího ústí, podle některých verzí pochází z maďarského názvu Szádelői völgy (česky Zádielská soutěska), respektive z maďarského výrazu Szád-elő, který přibližně znamená "široké ústí doliny". Ve slovenských i jinojazyčných pramenech soutěska někdy bývá pojmenovávána jako "Zádielský kaňon", což je z geomorfologického hlediska zcela nesprávné a matoucí označení.